# ویلی اوربان
ویلی اوربان (با نام کامل ویلموش تاماش اوربان، مجاری: Orban Vilmos Tamás) بازیکن تیم ملی فوتبال مجارستان است که در پست دفاع مرکزی به عنوان کاپیتان برای باشگاه فوتبال آربی لایپزیگ در بوندس لیگا و همچنین تیم ملی فوتبال مجارستان بازی می‌کند.